# Arthur Edward Waite
Arthur Edward Waite (2 de Outubro de 1857 - 19 de Maio de 1942) foi um místico inglês nascido nos Estados Unidos que escreveu e estudou intensamente os assuntos do mundo esotérico, sendo conhecido principalmente por ser co-criador do baralho de cartas de Tarot intitulado Rider-Waite. Segundo seu biógrafo R. A. Gilbert, "o nome de Waite sobreviveu ao longo dos tempos por ter sido ele o primeiro a empreender o estudo sistematico sobre o ocultismo do Ocidente, visto como tradição espiritual, não como aspectos de protociência ou como a patologia da religião".

## Autor
Waite foi um prolífico autor com muitos dos seus trabalhos a serem reconhecidos nos círculos académicos. Escreveu textos sobre o Oculto de variados temas tais como adivinhação, esoterismo, rosacrucianismo, maçonaria, magia cerimonial, cabala e alquimia; também traduziu e reeditou importantes trabalhos de outros autores relacionados com os mesmos temas. Os seus trabalhos mais notáveis destacam-se na obra sobre o Graal Sagrado, influenciado pelo sua amizade com Arthur Machen. Além dos tratados teóricos sobre magia, Waite escreveu ainda dois romances alegóricos de fantasia, Prince Starbeam (1889) e The Quest of the Golden Stairs (1893), editando ainda uma antologia de poesia baseada no folclore inglês sobre fadas, chamada Elfin Music.

## Baralho de Cartas de Tarot
Waite é conhecido principalmente por ser o cocriador do Tarot de Rider-Waite, bem como o autor de seu guia, Key to the Tarot (1910), republicado de forma ampliada em 1911 como A Chave Ilustrada do Tarot. Este baralho é notável por ser um dos primeiros a ilustrar todas as 78 cartas, trabalho desempenhado por Pamela Colman Smith, que pertenceu à Ordem Hermética da Aurora Dourada no Reino Unido.

## Obras
- Israfel: Letters, Visions and Poems (Israfel: Cartas, Visões e Poemas), 1886.
- The Mysteries of Magic:  A Digest of the Writings of Eliphas Levi (Os Mistérios da Magia: uma Seleção dos Escritos de Eliphas Levi), 1886.
- The Real History of the Rosicrucians (A Verdadeira História dos Rosacruzes), 1887.
- Alchemists Through the Ages (Alquimistas através das Eras), 1888
- A Handbook of Cartomancy (Manual de Cartomancia) (sob o pseudônimo de Grand Orient), 1889.
- The Interior Life from the Standpoint of the Mystics (A Vida Interior sob o Ponto de Vista dos Místicos), 1891.
- The Occult Sciences:  A Compendium of Transcendental Doctrine and Experiment (As Ciências Ocultas), 1891.
- Azoth, or the Star in the East (Azoth, ou a Estrela no Oriente), 1893.
- The Hermetic Museum (O Museu Hermético), em dois volumes, 1893.
- The Alchemical Writings of Edward Kelly (Os Escritos Alquímicos de Edward Kelly), 1893.
- Turba Philsophorum (tradutor), 1894
- Devil-Worship in France (Adoração do Diabo na França), 1896.
- The Book of Black Magic and of Pacts (O Livro da Magia Negra e dos Pactos), 1898.
- Louis Claude de Saint Martin, 1901.
- Studies in Mysticism (Estudos em Misticismo), 1906.
- The Hidden Church of the Holy Graal (A Igreja Oculta do Santo Graal), 1909.
- The Pictorial Key to the Tarot (A Chave Ilustrada do Tarot), 1911.
- The Secret Tradition in Freemasonry (A Tradição Secreta da Francomaçonaria), em dois volumes, 1911.
- The Book of Destiny and The Art of Reading Therein (O Livro do Destino e a Arte da Sua Leitura), 1912.
- The Book of Ceremonial Magic (O Livro da Magia Cerimonial), 1913.
- A New Encyclopedia of Freemasonry (Uma Nova Enciclopédia de Francomaçonaria), 1921.
- The Brotherhood of the Rosy Cross: Being Records of the House of the Holy Spirit in its Inward and Outward History (A Irmandade da Rosa Cruz), 1924.
- The Holy Kabbalah (A Kabbalah Sagrada), 1929.